# Przedmowa
Przedmowa – tekst zamieszczony przez autora, komentatora lub wydawcę na początku książki.
Zawiera informacje, które mogą być pomocne w zrozumieniu dzieła, takie jak okoliczności powstania, fragment życiorysu autora, rys historyczny, objaśnienia pojęć.